# HANGRY&ANGRY
HANGRY & ANGRY는 2008년에 요시자와 히토미와 이시카와 리카로 결성된 일본의 여성 2인조 음악 그룹이다.

## 개요
- 2008년 10월, 마이스페이스에서 음원과 비주얼을 선행 공개했는데, 4일간으로 10만 액세스를 돌파. 11월에는 My Space Japan 사상 최고 속도의 페이스로 100만 액세스를 달성.
- 패션 디자이너 히로오카 나오토(廣岡直人)의 브랜드인 HANGRY & ANGRY와의 타이 인(en)을 하고 있어, 히로오카가 의상을 프로듀스 하고 있다.
- 일본 외에서의 활동은 2009년 4월에 미국 시애틀에서 개최되는 이벤트「Sakura-con」에서 US.퍼포먼스 데뷔. 헤드 라이너도 맡았다.
- 유닛의 표기에 대해서는 2종류 있어, 공식 사이트나 블로그에서는「HANGRY & ANGRY」라고 쓰여져 있지만, 유닛으로서 사용하고 있는 로고에서는「hANGRY & ANGRY」가 되고 있다.
- 2011년부터는「HANGRY & ANGRY-f」로서 활동하고 있다.
- 이시카와 리카의 귀여우면서 섹시함과 요시자와 히토미의 남자 같은 성격이 보이는 그룹이다.

## 관계
이 그룹의 멤버들의 본명은 공개되지 않은 상태이다. 그러나 "어디서 본 것 같다"든가 "모닝구무스메。의 멤버였던 사람 같다"는 등의 추측이 오가고 있다.
HANGRY는 요시자와 히토미 와 ANGRY는 이시카와 리카 인 것이 후지모토 미키의 블로그를 통해 밝혀졌다.

## 음반 목록

### 싱글
1. レコンキスタ (2011년 8월 10일) ※ HANGRY&ANGRY-f 명의

### 미니 음반
1. Kill Me Kiss Me (2008년 11월 9일)
  - 일본·미국·한국 동시 발매

### 정규 음반
1. Sadistic Dance (2009년 11월 18일)

### 착신 한정 싱글
1. Sadistic Dance (2009년 4월 11일)

### DVD
1. HANGRY&ANGRY-f LIVE CIRCUIT 2010 "Sadistic Dance" (2011년 8월 10일) ※ HANGRY&ANGRY-f 명의

## 같이 보기
- ABCHO - 이시카와와 요시자와에 의한 음악 유닛.